# Abercrombie Quartet
Abercrombie Quartet è un album del chitarrista inglese John Abercrombie registrato nel 1979 e pubblicato dall'etichetta discografica ECM.

## Critica
La recensione di AllMusic ha assegnato all'album 3 stelle

| Recensione                          | Giudizio |
| ----------------------------------- | -------- |
| AllMusic                            | [ 4 ]    |
| The Rolling Stone Jazz Record Guide |          |

## Tracce

### LP
Lato A
1. Blue Wolf – 8:20 (John Abercrombie)
2. Dear Rain – 6:49 (John Abercrombie)
3. Stray – 6:31 (Richard Beirach)

Lato B
1. Madagascar – 9:00 (Richard Beirach)
2. Riddles – 8:07 (Richard Beirach)
3. Foolish Dog – 6:16 (John Abercrombie)

## Formazione
- John Abercrombie – chitarra, mandolino-chitarra
- Richard Beirach – pianoforte
- George Mraz – contrabbasso
- Peter Donald – batteria

Note aggiuntive
- Manfred Eicher – produttore
- Registrazioni effettuate nel novembre del 1979 al Talent Studio di Oslo (Norvegia)
- Jan Erik Kongshaug – ingegnere delle registrazioni
- Dieter Rehm – fotografie e design copertina album
- Rick Laird – fotografia gruppo (retrocopertina album)[5]